# Vivario
Vivario (korsisch Vivariu) ist eine französische Gemeinde mit 429 Einwohnern (Stand 1. Januar 2022) im Département Haute-Corse auf der Insel Korsika. Sie gehört zum Arrondissement Corte und zum Kanton Corte. Die Einheimischen nennen sich Vivariais oder Vivariacci.

## Geografie
Die Gemeinde liegt im korsischen Gebirge, im Einzugsbereich des Flusses Vecchio.
Nachbargemeinden sind Venaco im Nordwesten und im Norden, Noceta im Nordosten, Muracciole im Osten, Ghisoni im Südosten, Bocognano im Süden, Pastricciola im Südwesten und Guagno im Westen.
Zu Vivario gehört der Weiler Vizzavona. Der höchste Punkt in der Gemarkung ist der Monte d’Oro auf 2389 m. ü. M.

## Bevölkerungsentwicklung
| Jahr                       | 1962 | 1968 | 1975 | 1982 | 1990 | 1999 | 2006 | 2016 |
| Einwohner                  | 617  | 603  | 703  | 624  | 493  | 509  | 503  | 441  |
| Quellen: Cassini und INSEE |      |      |      |      |      |      |      |      |

## Verkehr
Der Bahnhof Vivario liegt an der Bahnstrecke Bastia–Ajaccio. Nach dort bestehen durchgehende Zugverbindungen.
Die wichtigsten Anbindungen des Straßenverkehrs sind die Route nationale 193 und die Départementsstraßen D69 und D343.